# 啟程的好日子
《啟程的好日子》（日语：／ Iihi Tabidachi */?）是日本歌手山口百惠於1978年11月所推出的第24張單曲。此曲因被日本國有鐵道（國鉄）用作宣傳鐵道旅遊而廣為人所熟識，2007年被文化廳及日本家長教師會全國協議會所舉辦的「日本之歌百選」入選。時至今日，在JR西日本的新幹線列車、部份的JR特急列車、車站提示廣播中，仍能聽到本曲的改編版旋律，是一首與日本人共同經歷成長的歌曲。在出版後接近四十年間，被無數的歌手翻唱、重新灌錄及改編予其他語言版本，當中香港歌手陳潔靈以《無言地等》作為此曲的廣東話版本，而曾擔任香港電台唱片騎師的王雅文亦以此曲改編成《珍重再見》，但過場音樂與原曲則完全不同。

## 單曲資料
本曲由谷村新司擔任作曲及作詞，是他首次為山口百惠擔任作單曲創作，推出後瞬即突破100萬張的銷售紀錄。2005年，NHK舉行了「喜愛的歌～大家的紅白調查～」活動，本曲在紅組排名中獲得第10位。不過，在山口百惠共參與過6屆NHK紅白歌合戰中，皆從未演唱過此曲，首次有歌手在紅白上演唱，正正就是谷村新司本人於1990年的第41回中以白組總壓軸前出場。直至31年後的第72回，才由水森香織第二次翻唱本曲。
另外，此曲亦經常出現在日本的結婚儀式或學校畢業禮中，作為獻唱曲目，不過谷村新司私下卻表示這不是合適的安排，因為「歌詞的本身意思與祝賀沒太大的關係吧」。

### 收錄內容
- 首次發行：1978年11月21日（迷你專輯）

| 曲序     | 曲目                                                         |          | 作曲     | 时长 |
| -------- | ------------------------------------------------------------ | -------- | -------- | ---- |
| 1.       | 啟程的好日子（いい日旅立ち）（日本國鐵宣傳歌曲）                         | 谷村新司 | 谷村新司 | 4:16 |
| 2.       | Scandal（愛的每一天）（スキャンダル（愛の日々））（TBS劇集《人們稱之為醜聞》主題曲） | 來生悦子 | 川口真   | 4:05 |
| 总时长： | 总时长：                                                     | 总时长： | 总时长： | 8:21 |

此曲後來兩度收錄於其化專輯內再出版：
- 1989年3月21日：8cm CD，「Platinum Single SERIES」，Sony Music Records 10EH 3184，另外亦收錄了上一首單曲《絶體絶命》
- 2004年7月22日：8cm CD，「二十歲記念碑 曼珠沙華」（「二十歳の記念碑 曼珠沙華」），Sony Music Records　MHCL 10042（初回紙封套通常版）

## 部份曾經翻唱過的歌手
- 德永英明：收錄於2006年音樂專輯「VOCALIST 2（日语：VOCALIST 2）」內
- 岩崎宏美
- 西野加奈
- 無限開關
- 夏川里美
- 鶴野剛士：收錄於2012年音樂專輯「鶴野之歌2（日语：つるのうた2）」內，重新演釋版本
- I WiSH：收錄於2005年音樂專輯「WISH」、2008年音樂專輯「The Complete Collection of I WiSH」及「向山口百恵致敬 Thank You For…part2（日语：山口百恵トリビュート Thank You For…part2）」內
- 石川小百合：收錄於1979年錄音室音樂專輯「春一輪」、及2009年翻唱專輯「二十世紀名曲集・第9集」內
- 桑田佳祐：收錄於2009年現場DVD專輯「昭和八十三年度!一個人紅白歌合戰（日语：昭和八十三年度!ひとり紅白歌合戦）」內
- 森山良子
- 高畑充希
- 後藤真希：收錄於2004年音樂專輯「FS5〜卒業〜（日语：FOLK SONGS）」內
- 中森明菜：收錄於2007年音樂專輯「歌姫Best 〜25th Anniversary Selection〜（日语：歌姫ベスト 〜25th Anniversary Selection〜）」內
- 谷村新司：電影《陪妳哼著歌（日语：八重子のハミング）》中的主題曲[2]
- 森惠：收錄於2013年音樂專輯「RE:MAKE1」內
- 倖田來未
- 秋川雅史：收錄於2005年音樂專輯「威風堂堂（日语：威風堂々 (アルバム)）」內
- 岩佐美咲
- 相川七瀨
- 井上杏美：收錄於2007年音樂專輯「邂逅與啟程之歌」（出会いと旅立ちの歌）內
- 渡邊美里
- 岩崎良美
- 島津亞矢
- 冰川清志
- 矢野顯子（日语：矢野顕子）：收錄於2010年音樂專輯「音樂堂（日语：音楽堂 (アルバム)）」內
- 門倉有希（日语：門倉有希）
- 坂本冬美
- 石原詢子
- alan：收錄於2010年音樂專輯「迎風的花」內
- 五木宏：收錄於1997年音樂專輯「平成的DO-YO〜花之歌・愛之歌・心之歌〜」（平成のDO-YO〜花の歌・愛の歌・心の歌〜）內
- 伊東由佳里：收錄於2002年音樂專輯「Touch Me Lightly」內
- 大月宮古（日语：大月みやこ）：收錄於1999年音樂專輯「愛藏盤!!大月宮古的特別專輯」（愛蔵盤!!大月みやこのすべて）內
- OYUNAA（日语：オユンナ）：收錄於1992年音樂專輯「OYUNAA黄砂（日语：オユンナII黄砂）」內
- 柏原芳惠：收錄於2005年音樂專輯「只有你…」（あなただけ…）內
- 金子由香利（日语：金子由香利）：收錄於1980年音樂專輯「時光流逝・昴」（時は過ぎてゆく・昴）內
- 金蓮子（日语：キム・ヨンジャ）：收錄於1991年音樂專輯「愛的傳說」（愛の伝説）內
- 島倉千代子：收錄於1997年音樂專輯「原創&當代民歌・Hit特選」（オリジナル&フォーク・ヒット特選）內
- 貴城惠：收錄於寶塚歌劇團於2015年發行的音樂專輯「麗人 REIJIN -Showa Era-」內[3]
- 田川壽美：收錄於2004年音樂專輯「田川壽美特選集 成為花兒-梅 櫻 菖蒲 繡球 彼岸花-」（田川寿美特選集 花になれ-うめ さくら あやめ あじさい ひがんばな-）內
- 趙容弼：收錄於1994年音樂專輯「Super Best」內
- 永井美雪（日语：永井みゆき）：收錄於1994年音樂專輯「全曲集'95～在應援歌中Yoishu」（全曲集'95～応援歌でヨイショ）內
- 中西保志 ：收錄於2009年音樂專輯「Melodies」內
- 中村美律子：收錄於1996年音樂專輯「懷舊旋律100選」（ナツメロ100選）內
- 倍賞千惠子：收錄於1992年音樂專輯「倍賞千惠子 日本的心」（倍賞千恵子 日本のこころ）內
- 水森香織：收錄於2009年音樂專輯「水森香織全曲集〜尾道水道〜」（水森かおり全曲集〜尾道水道〜）內，亦於第72回NHK紅白歌合戰中演唱
- 森光子：收錄於1995年音樂專輯「Mitsuko Mori」內
- 陳潔靈：以廣東話版本《無言地等》收錄於1983年音樂專輯「無言地等」內
- 王雅文：以廣東話版本《珍重再見》收錄於1983年音樂專輯「夜影」內
- GENERAL HEAD MOUNTAIN（日语：GENERAL HEAD MOUNTAIN）：收錄於2006年音樂專輯「啟程的歌」（旅立ちの唄）內
- 城南海（日语：城南海）：收綠於2017年音樂專輯「雪侍月1」（ユキマチヅキ1）內
- 三浦祐太朗：收錄於2017年音樂專輯「I'm HOME（日语：I'm HOME）」內
- Jose Colangelo樂團：收錄於1989年音樂專輯「紅鞋的探戈」（赤い靴のタンゴ）內
- 海上自衛隊樂隊（日语：音楽隊 (海上自衛隊)）、三宅由佳莉（編曲：義野裕明（日语：義野裕明)）：收綠於2017年音樂專輯「Sing·Japan -心之歌-（日语：シング・ジャパン―心の歌―）」內
- 今陽子（日语：今陽子）：收綠於2018年音樂專輯「今之季節」（今の季節）內
- 半﨑美子（日语：半﨑美子）：收綠於2020年翻唱音樂專輯「歌丼 Cover」（うた弁 COVER）內
- Yellow Studs（日语：Yellow Studs）：收綠於2021年音樂翻唱專輯「brand new old days」內
- 華原朋美：收綠於2014年音樂翻唱專輯「MEMORIES 2 -Kahara All Time Covers-（日语：MEMORIES 2 -Kahara All Time Covers-）」內